# 黎诚恩
黎诚恩（英語：Anne Richards, 1964年—）是一位英国企业家，富达国际首席执行官，中文名叫黎诚恩。

## 生平
1964年出生于英国爱丁堡，毕业于爱丁堡大学电子工程系。后获得欧洲工商管理学院工商管理硕士学位。先后任职于欧洲核子研究中心，摩根大通，水星资产管理。2002年成为一家爱丁堡基金管理公司的首席投资官，2003年公司被安本资产管理收购后仍担任首席投资官。2016年担任M&G投资公司首席执行官和其母公司保诚董事会成员，2018年12月加入富达国际担任首席执行官。